# يوم السبعة مليارات
يوم السبعة مليارات والذي صادفَ الـ 31 من تشرين الأول/أكتوبر 2011، هو اليوم الذي حدده صندوق الأمم المتحدة للسكّان يومًا رسميًا باعتباره اليوم التقريبي الذي وصلَ فيهِ عددُ سكّان العالم إلى سبعة مليارات نسمة. تحدث الأمين العام للأمم المتحدة حينَها بان كي مون في مقرِّ الأمم المتحدة في مدينة نيويورك عمَّا سمَّاهٌ «المعلَم الجديد» في حجمِ سكان العالم والقضايا التي سيثيرها، إلى جانب الترويج لبرنامج صندوق الأمم المتحدة للسكّان الجديد المسمى «7 مليارات عمل» (بالإنجليزية: named 7 Billion Actions)‏، وهو البرنامج الذي سيسعى بحسبِ كي مون إلى «بناءِ وعي عالمي حولَ الفرص والتحديات المرتبطة بعالمٍ يبلغُ عدد سكّانه سبعة مليارات نسمة وإلهام الأفراد والمنظمات لاتخاذ الإجراءات اللازمة».

## خلفيّة
كان العالم قد وصلَ بالفعل إلى خمسةِ ملياراتِ نسمة في 11 تموز/يوليو 1987، وستة مليارات، بعد اثني عشر عامًا وتحديدًا في 12 تشرين الأول/أكتوبر 1999. عارضَ المتحدثُ باسم صندوق الأمم المتحدة للسكّان عمر غرزالدين تاريخ يوم الستة مليارات بقوله: «احتفلت الأمم المتحدة بـ 6 مليارات [نسمة] في عام 1999، وبعد ذلك بعامين أعادت شُعبة السكان نفسها تقييم حساباتها وقالت: في الواقع، لا، كان ذلك في عام 1998!».

## اختلاف التاريخ
| عدد السكّان                                    | السنة | السنوات المنقضية منذ الإحصاء السابق | السنوات المنقضية منذ الإحصاء السابق |
| --------------------------------------------- | ----- | ----------------------------------- | ----------------------------------- |
| 1 مليار                                       | 1804  | ––                                  |                                     |
| 2 مليار                                       | 1927  | 123                                 | 123                                 |
| 3 مليار                                       | 1960  | 33                                  | 33                                  |
| 4 مليار                                       | 1974  | 14                                  | 14                                  |
| 5 مليار                                       | 1987  | 13                                  | 13                                  |
| 6 مليار                                       | 1999  | 12                                  | 12                                  |
| 7 مليار                                       | 2011  | 12                                  | 12                                  |
| 8 مليار                                       | 2023  | 12                                  | 12                                  |
| 9 مليار                                       | 2032  | 9                                   | 9                                   |
| إحصائيات وتقديرات مكتب تعداد الولايات المتحدة |       |                                     |                                     |

وفقًا لقسمِ السكان التابع لإدارة الشؤون الاقتصاديّة والاجتماعيّة بالأمم المتحدة، فإن 31 تشرين الأول/أكتوبر 2011 هو «تاريخٌ رمزي» جرَى اختياره بناءً على بياناتٍ مُجمَّعةٍ من تقديراتِ فترة الخمس سنوات. تستندُ التقديرات إلى عدّة بياناتٍ مثل التعدادات الأخيرة والمُسوحَات والسجّلات الحيوية، ويتم نشرها كل عامين كجزءٍ من التوقعات السكانية العالميّة.
التاريخُ الفعليُّ الذي وصلَ فيه عدد سكان العالم إلى 7 مليارات كان بهامش خطأٍ يبلغُ حوالي 12 شهرًا بسبب عدمِ الدقّة في الإحصاءات الديموغرافيّة، لا سيما في بعض البلدان الناميّة،  وبافتراضِ وجود هامشِ خطأٍ عالمي بنسبة 1%، فمنَ الممكن الوصولُ إلى 7 مليارات من سكان العالم في وقتٍ مبكّرٍ من 20 آذار/مارس 2011 أحتى 12 نيسان/أبريل 2012.
قدَّر على الجانبِ المُقابل قسمُ البرامج الدوليّة في مكتبِ الإحصاء بالولايات المتحدة أنَّ إجمالي عدد سكان العالم لن يصلَ إلى 7 مليارات نسمة حتى وقتٍ ما في 12 آذار/مارس 2012، كما عرض تقديرًا يختلفُ بنحو ثلاثة أشهرٍ عن تقديرات الأمم المتحدة ليوم الستّة مليارات. قدَّر المعهد الدولي لتحليل النظم التطبيقية من جهتهِ تاريخًا ليوم وصول العالَم للرقم 7مليارات نسمة بين شباط/فبراير 2012 وتموز/يوليو 2014.

## الاحتفالات الرمزيّة
قال المتحدثُ باسمِ صندوق الأمم المتحدة للسكّان، عمر غرزالدين: «ليسَ هناك من طريقةٍ يُمكن للأمم المتحدة أو أي شخص أن يعرف أين أو في أي دقيقة في اليوم الحادي والثلاثين سيُولد الطفل رقم سبعة مليارات»، وأضافَ أنَّ «الأمم المتحدة لا تُعطي صفةً رسمية لهذا الأمر وما شابه، بل هي مجرَّدُ جهود الدعاية.» رغمَ ذلك، فقد اختيرَ العديدُ من الأطفال حديثي الولادة من قِبل مجموعات مختلفة على اعتبار أنّ أحدهم أو جميعهم يُمثّلون العدد سبعة مليارات من البشر.
احتفلت مجموعة بلان إنترناشونال (بالإنجليزية: group Plan International)‏ وهي منظمةٌ تنمويّةٌ وإنسانيّةٌ تعملُ في أكثر من 75 دولة حول العالم احتفَلت في يوم السبعة مليارات بشكلٍ رمزي بميلاد 7 مليارات إنسان من خلالِ حفلٍ أُقيمَ في ولاية أوتار براديش الهنديّة حيثُ قُدِّمَت شهادة ميلادٍ للطفلة المولودة حديثًا نارجيس كومار، وكان الهدفُ من ذلك هو الاحتجاج على الإجهاض الانتقائي بسبب جنسِ الجنين في الولاية. جديرٌ بالذكرِ هنا أنَّ نسبة الفتيات إلى الفتيان في الهند في الفئة العمرية 0 إلى 6 سنوات تبلغُ 914 فتاة لكل 1000 فتى على مستوى البلاد، وتُعتبر ولاية أوتار براديش (وتُكتب في بعض المصادر أتر برديش) واحدةً من أدنى المعدلات في البلادِ حيث تبلغُ 889 فتاة لكل ألف فتى.
من بين الأطفال الآخرين الذين تم اختيارهم هناكَ دانيكا ماي كاماتشو، المولودة في مستشفى الدكتور خوسيه فابيلا التذكاري في مدينةِ مانيلا بدولة الفلبين حيث وُلدت قَبل منتصف الليل بقليلٍ عشيّة يوم السبعة مليارات، وواتالاج موثوماي، من كولومبو في سريلانكا.

## رابط خارجي
- الصفحة الرئيسيّة لموقع السبعة مليارات الذي اعتمدتهُ الأمم المتحدة في احتفالها الرمزي (الصفحة مؤرشَفة على واي باك مشين)